# Пуэрто-Рико
Пуэ́рто-Ри́ко (исп. Puerto Rico — «богатый порт»), официально — Свобо́дно ассоции́рованное госуда́рство Пуэ́рто-Ри́ко (исп. Estado Libre Asociado de Puerto Rico) или Содру́жество Пуэ́рто-Ри́ко (англ. Commonwealth of Puerto Rico) — зависимая от США территория со статусом «неинкорпорированной организованной территории» (находится под управлением США, не являясь их неотъемлемой частью); действие Конституции США на территории ограничено; верховная власть принадлежит Конгрессу США, но территория имеет систему самоуправления.
Находится в Карибском море на острове Пуэрто-Рико из группы Больших Антильских островов и на примыкающих малых островах. Население по переписи 2020 года — ↗3 285 874.
Пуэрто-Рико имеет свою собственную конституцию, законодательную, исполнительную и судебную ветви власти. Связь с США заключается в наличии общего гражданства, валюты и обороны. В связи с отсутствием чёткой законодательной базы по статусу территории этот вопрос активно обсуждается на самом острове, в США и ООН.

## География
Пуэрто-Рико состоит из основного острова Пуэрто-Рико и множества более мелких островов и рифов, включая Мона (Isla de Mona), Вьекес (Vieques), Кулебра (Culebra), Десечео (Desecheo) и Каха-де-Муэртос (Caja de Muertos). Из последних пяти островов, только Вьекес и Кулебра населены в течение всего года. На острове Мона обитают только сотрудники пуэрториканского министерства национальных ресурсов.
Основной остров имеет 170 км в длину и 60 км в ширину, по большей части гористый с большими прибрежными территориями в северной и южной части. Основной горный хребет острова называется «La Cordillera Central», что означает «центральный хребет», в нём также находится самая высокая точка Пуэрто-Рико — гора Серро-де-Пунта, высота 1338 м над уровнем моря. Другой важный пик, гора Эль-Юнке, 1065 м над уровнем моря, находится в Карибском Национальном Лесу в муниципалитете Сьерра-де-Лукильо. Столица острова, город Сан-Хуан, находится на северном побережье острова.
Пуэрто-Рико расположено в тропиках. Климат Пуэрто-Рико — морской тропический, мягкий, с небольшими сезонными колебаниями температур: в южной части температура немного выше, чем в северной, а в центральной горной — всегда прохладнее, чем на остальном острове. Средняя годовая температура + 28 °C. Сезон атлантических ураганов длится между июнем и ноябрём.
В Пуэрто-Рико имеется 17 озёр, ни одно из которых не является естественным, и более пятидесяти рек, большинство из которых текут с главного горного хребта. В северной части острова ре́ки более широкие и полноводные, чем в южной.
Национальный пещерный парк Рио-Камай — карстовая область на северо-западе Пуэрто-Рико. Эта местность славится своими совершенно сюрреалистическими известняковыми формированиями и по праву считается одним из лучших мест в мире для спелеотуризма. Более чем 200 пещер были обнаружены в этом регионе, некоторые из них имеют колоссальный внутренний объём, а река Камай — одна из самых больших подземных рек в мире.

### Геология
Геологическое строение острова состоит из вулканических и магматических пород, сформировавшихся в период между меловым периодом и эоценовой эпохой палеогенового периода, сверху покрытых более поздними породами олигоценовой эпохи, а ещё позднее карбонатами и осадочными горными породами. Возраст самых старых горных пород оценивается приблизительно в 190 млн лет (Юрский период) и расположены в муниципалитете Сиерра Бермеха (Sierra Bermeja) в юго-западной части острова. Эти породы могут представлять собой части океанической коры, и по-видимому пришли из Тихого океана.
Пуэрто-Рико находится на границе Карибской и Северо-Американской плит и в настоящее время тектонически деформируется под действием этих плит. Такая трансформация может вызывать землетрясения и цунами, которые в совокупности с оползнями, представляют наибольшую геологическую опасность на острове и северо-востоке Карибского моря. Последнее крупное землетрясение в Пуэрто-Рико произошло 11 октября 1918 года, оцениваемое приблизительно в 7,5 балла по шкале Рихтера; эпицентр землетрясения находился на дне моря у побережья муниципалитета Агуадилья (Aguadilla), что вызвало цунами.
Жёлоб Пуэрто-Рико, находящийся в 120 км к северу от острова, является самой большой и глубокой океанической впадиной в Атлантическом океане. Он расположен на границе карибской и североамериканской плит. Длина жёлоба составляет 1754 км, ширина около 97 км, наибольшая глубина составляет 8380 м.

### Флора и фауна
По данным 1998 года, флора Пуэрто-Рико включала 239 эндемичных видов растений, в фауне 16 эндемичных видов птиц и 39 эндемичных видов земноводных и рептилий. Живущие здесь лягушки «Рико», известные как «коки» (Eleutherdactylus coqui), являются излюбленным символом острова, хотя их присутствие можно ощутить только по звуку и мало кто из туристов может их увидеть — самая большая «коки» не более 5 сантиметров в длину. Эти небольшие существа умудряются издавать настолько громкие звуки «ко-кии» (откуда и пошло их название), что даже небольшая колония «квакающих» лягушек способна оглушить человека. У местных жителей для этого есть даже свой термин — «адское скандирование». Национальный парк «Карибский Национальный Лес» (площадь около 11 000 га), известный также под именем «El Yunque» (Эль-Юнке), является основным местом обитания этих лягушек. Эль-Юнке — это один из немногих влажных тропических лесов Карибских островов, и, в частности, Пуэрто-Рико, сохранившийся до наших дней. Лесные пейзажи украшены живописными водопадами. Здесь настоящее царство папоротников. В лесах Эль-Юнке находят убежище исчезающие виды, такие как коки и пуэрто-риканский амазон. Здесь произрастает около 225 видов деревьев, 100 видов папоротников и около 50 видов орхидей. Благодаря огромному разнообразию флоры, Эль-Юнке получил статус биосферного заповедника под эгидой ООН.
В нескольких часах езды от Эль-Юнке находится другой биосферный заповедник — Гуаника, принадлежащий к сухим тропическим лесам. В этом заповеднике также встречаются виды, обитающие только на Пуэрто-Рико. Здесь можно встретить до 750 видов растений, семь из которых находятся на грани исчезновения.
Большую ценность Пуэрто-Рико представляют мангровые леса и почти не пострадавшие от браконьеров коралловые рифы.

## История

### Доколумбов период
История Пуэрто-Рико в период, предшествующий прибытию на эту землю Христофора Колумба, до конца не изучена. Всё, что известно о нём, пришло из археологических раскопок и устных рассказов первых испанских путешественников. Первая книга, всесторонне описывающая историю Пуэрто-Рико, была написана Фраем Иньиго Ласиеррой (исп. Fray Iñigo Abbad y Lasierra) в 1786 году, спустя 293 года после первого посещения этого острова испанцами.
Первыми поселенцами Пуэрто-Рико были ортоироиды (англ. Ortoiroid) — представители древней культуры. Раскопки, произведённые в 1990 году, нашли останки первобытного человека, возраст которого датировался приблизительно 2000 годом до нашей эры (4000 лет назад). Останки назвали «человек Пуэрто Ферро» (англ. Puerto Ferro man). В промежутке между 120 и 400 годами нашей эры на остров прибыли представители индейского племени игнери (англ. Igneri) из района реки Ориноко в Южной Америке. Между VII и XI веками остров стали заселять представители аравакских племён, основавшие культуру таино, и примерно к началу XI века нашей эры эта культура стала доминировать на острове, вплоть до прибытия Колумба в 1493 году.

### Период испанской колонизации
Когда Христофор Колумб высадился на острове 19 ноября 1493 года во время своего второго путешествия к берегам Америки, остров был заселён индейцами, называвшими себя таино. Таино называли остров «Борикен» (исп. Borikén), что впоследствии было интерпретировано испанцами как «Боринкен» (исп. Borinquen). Колумб назвал остров Сан Хуан де Баутиста, в честь святого Иоанна Крестителя. Колонизация острова испанцами началась в 1508 году, когда из Санто-Доминго (остров Гаити) прибыл с отрядом конкистадоров Хуан Понсе де Леон (исп. Juan Ponce de León), который основал город Капарра и стал первым губернатором острова. Капарра, административный центр острова, был перенесён в 1521 году на новое, более удобное место, — небольшой остров у побережья, получив новое название — Пуэрто-Рико («богатый порт», в переводе с испанского).
С названием государства и его столицей связан географический курьёз. Из-за путаницы с названиями острова и столицы, с 1520-х моряки и торговцы стали называть весь остальной (главный) остров — «Isla de Puerto Rico» («остров Пуэрто-Рико»). Название Сан-Хуан перешло к столице территории и к небольшому острову «Старый Сан-Хуан» (англ. Old San Juan) — бывшему поселению «Пуэрто-Рико», ныне являющемуся частью столицы. Эти названия закрепились на европейских картах.
Остров вскоре был колонизирован испанцами. Африканские рабы ввозились на остров в качестве бесплатной рабочей силы взамен быстро уменьшающегося индейского населения, вынужденного работать на испанскую корону. За несколько десятилетий таино практически полностью вымерли в результате болезней, которые принесли с собой испанцы и африканцы, а также от тяжёлых условий жизни, в которых они оказались. От примерно 30 000 индейцев, живших на острове к началу его колонизации в 1508 году, к 1530 году оставалось чуть больше 1000. Остатки индейского населения, утратившего свою прежнюю культуру, смешались с испанскими поселенцами и африканскими рабами (среди испанских конкистадоров практически не было женщин, поэтому первые десятилетия они брали себе в жёны женщин среди коренного населения, что было общепринятой практикой конкистадоров), см. пуэрториканцы. Сан-Хуан быстро стал важной крепостью и портом испанской империи в Карибском море. Однако в XVII—XVIII веках в центре колонизации всё же оказались более преуспевающие территории материка, имеющие месторождения серебра и золота, испанцы потеряли коммерческий интерес к освоению острова. Соседние острова Куба и Эспаньола также лучше подходили для плантаций сахарного тростника, поэтому основной поток африканских рабов направлялся туда, в связи с чем Пуэрто-Рико до конца XVIII века оставался слабо заселённым. Население в основном располагалось в прибрежных поселениях. Для защиты от угрозы со стороны европейских врагов Испании на побережье острова постепенно возникли различные форты и крепости, такие как Ла Форталеса (исп. La Fortaleza), Фуэрте Сан Филипе дел Морро (исп. Fuerte San Felipe del Morro) и Сан Кристобаль (исп. Fuerte San Cristóbal). Французы, голландцы и англичане неоднократно делали попытки захватить Пуэрто-Рико, но терпели поражение в попытках длительной оккупации острова.
В 1809 году, в момент, когда войска Наполеона I оккупировали большую часть Иберийского полуострова, и была в разгаре Первая испанская революция, собрание популистов из испанского города Кадис объявило Пуэрто-Рико заморской провинцией Испании с правом представительства при испанском дворе. Первый представитель острова в Кадисские кортесы Рамон Повер и Хиральт (исп. Ramón Power y Giralt) умер вскоре после прибытия в Испанию. С принятием Кадисской конституции в 1812 году, когда испанские территории были разделены на провинции, пуэрториканцам было даровано условное гражданство.
10 августа 1815 года в Испании был издан королевский декрет, поощрявший испанцев и других европейцев неиспанского происхождения, лояльных к испанской короне и Римско-католической церкви, поселяться на острове, что открыло Пуэрто-Рико путь к торговым отношениям с другими странами. Это было начало роста аграрной экономики острова, где сахар, табак и кофе стали основными продуктами экспорта. Остров начали заселять иммигранты из Германии, Корсики, Ирландии, Франции, Португалии и Канарских островов, спасавшиеся от тяжёлых экономических потрясений в Европе и привлекаемые возможностью свободного въезда на остров. Однако эти небольшие послабления и права были вскоре отменены. После свержения Наполеона I в Испанию вернулась абсолютная монархия, которая отменила Кадисскую конституцию и вернула Пуэрто-Рико статус колонии, символ безграничной власти испанской монархии.
25 июня 1835 года жена испанского короля Фердинанда VII Мария Кристина, будучи в этот момент регентшей Испании (1833—1840), отменила торговлю рабами в испанских колониях. В 1851 году губернатор острова Хуан де ла Песуэла Севальос (исп. Juan de la Pezuela Cevallos) основал на острове Королевскую академию изящных искусств, которая давала образование школьным учителям, разрабатывала методику преподавания, и устраивала литературные конкурсы, которые способствовали интеллектуальному и литературному развитию острова. В 1858 году Сэмюэл Морзе установил в городе Арройо (исп. Arroyo) первый на острове телеграфный аппарат.
Жизнь в Пуэрто-Рико во второй половине XIX века происходила на фоне борьбы за автономию. Перепись 1860 года показала, что население острова составило 583 308 человек. Из них 300 406 (51,5 %) человек составляло белое население, остальное принадлежало к другим расам. Из них подавляющее большинство (83,7 %) относилось к бедным слоям. Аграрное развитие острова тормозилось недостатком дорог, примитивностью орудий труда и стихийными бедствиями, такими как ураганы и засуха. Экономика также страдала от высоких тарифов и налогов, установленных испанской королевской властью. 23 сентября 1868 года в городе Ларес (исп. Lares) вспыхнуло восстание за независимость, известное как «El Grito de Lares», которое вскоре было быстро подавлено. Вожди этого восстания Рамон Эметерио Бетансес (исп. Ramón Emeterio Betances) и Сегундо Руис Белвис (исп. Segundo Ruiz Belvis) в современном Пуэрто-Рико считаются отцами пуэрто-риканской нации. Позднее возникло политическое движение за независимость под руководством Романа Бальдориоти де Кастро (исп. Román Baldorioty de Castro), а в конце века движение под руководством Луиса Муньоса Риверы (исп. Luis Muñoz Rivera). В 1897 году Муньос Ривера с соратниками выступили перед либеральным испанским правительством за предоставление автономии для Кубы и Пуэрто-Рико. В следующем, 1898 году, на короткий период было объявлено автономное правительство. Хартия автономии была подотчётна губернатору острова, назначаемому Испанией. Губернатор имел право аннулировать любое решение местной власти и участвовал в выборах парламента.

### Период американского правления
25 июля 1898 года во время испано-американской войны в Пуэрто-Рико вторглись американские войска, высадившись в муниципалитете Гуаника (исп. Guánica). В результате войны Испания была вынуждена уступить Пуэрто-Рико, а также Кубу, Филиппины и остров Гуам по Парижскому Договору 1898 года. Пуэрто-Рико официально передан США 11 апреля 1899 и вступил в XX век под военным управлением Соединённых Штатов, включая губернатора, назначаемого президентом США. 12 апреля следующего года принят «Акт Форакера», который установил, что на острове создаётся двухпалатный Конгресс (нижняя Палата представителей избиралась, а верхняя — Исполнительный совет — назначалась в составе 6 американцев и 5 пуэрториканцев). Также были отменены пошлины на торговлю товарами между США и Пуэрто-Рико и ограничен максимальный размер частного землевладения 500 акрами.
В 1917 году согласно Акту Джонса-Шэфрота (англ. Jones-Shafroth Act) жителям Пуэрто-Рико было предоставлено гражданство США, и этот статус действителен до сих пор. Начиная с Первой мировой войны, многие пуэрториканцы служат в армии США. Природные катаклизмы и период Великой депрессии ухудшили жизнь на острове. Некоторые политические деятели, такие как лидер Пуэрто-риканской националистической партии Педро Альбису Кампос, выступал за предоставление острову независимости. Впоследствии он был дважды арестован и посажен в тюрьму за подрывную деятельность против американской администрации на острове. Первый демократически избранный губернатор Пуэрто-Рико Луис Муньос Марин также вначале выступал за независимость территории, но, наблюдая серьёзный спад экономики, сопровождающийся ростом преступности и народным недовольством, выбрал статус ассоциированной территории как промежуточный этап на пути к независимости.
Во времена правления администраций Рузвельта — Трумэна характер внутреннего управления территорией изменился в результате достижения компромисса между различными политическими силами. Кульминацией перемен стало назначение в 1946 году президентом Гарри Трумэном первого рождённого в Пуэрто-Рико губернатора Хесуса Т. Пиньеро (исп. Jesús Toribio Piñero Jiménez). В 1947 году американцы предоставили Пуэрто-Рико право самостоятельно выбирать губернатора. В 1948 году в результате демократических выборов на пост губернатора Пуэрто-Рико был избран Луис Муньос Марин, который оставался на этом посту 16 лет, до 1964 года.
С того времени большое количество иммигрантов с острова перебралось на основную территорию США в поисках лучшей жизни. Если в 1945 году в городе Нью-Йорке проживало порядка 13 000 пуэрториканцев, то к 1955 году их количество составляло уже около 700 000 человек, а к середине 1960-х их число перевалило за миллион.
1 ноября 1950 года пуэрто-риканские сепаратисты Гриселио Торресола (исп. Griselio Torresola) и Оскар Кольясо (исп. Oscar Collazo) совершили попытку покушения на президента Трумэна. Следствием этого происшествия стало согласие Трумэна на проведение референдума на острове по поводу собственной конституции Пуэрто-Рико. В результате одобренной конституции 25 июля 1952 года Пуэрто-Рико и получил свой нынешний статус ассоциированной территории. В 1950-е годы на острове наблюдался быстрый рост промышленного производства, что позволило преобразовать экономику Пуэрто-Рико из аграрной в промышленно развитую.
Начиная с 1960-х годов вновь поднимается движение за независимость Пуэрто-Рико, которое даже переходит в вооружённую борьбу под руководством Филиберто Охеды Риоса.
В настоящее время Пуэрто-Рико стал крупным туристическим центром с развитой фармацевтической и производственной структурой. Политический статус по-прежнему до конца не определён, в связи с чем в последние годы на острове проводятся различные плебисциты. На референдуме, проводившемся одновременно с президентскими выборами в США 6 ноября 2012 года, 54 % пуэрториканцев высказались за изменение отношений острова с США, почти 2/3, принявших участие в голосовании, поддержали идею вхождения в состав США в качестве 51-го штата.
Массовые протесты 2019 года, вызванные планами резкого сокращения социальных льгот, зарплат госслужащих и пенсий (остров до сих пор не оправился после разрушительного урагана «Мария» 2017 года), привели в июле к отставке («Телеграмгейт») губернатора острова Росселло.

### Референдумы о статусе территории
В 1967, 1993 и 1998 годах в Пуэрто-Рико состоялись три референдума о статусе территории. В 2000 году по распоряжению президента Клинтона была создана специальная комиссия по статусу Пуэрто-Рико (англ.  President's Task Force on Puerto Rico's Status). В своём докладе комиссия подтвердила текущий статус и рекомендовала предоставить гражданам острова право на самоопределение. Предполагалось, что в рамках этой процедуры пуэрториканцы выберут один из трёх вариантов: закрепление текущего статуса, вхождение в США на правах штата или получение независимости. Соответствующий законопроект внесён на рассмотрение Конгресса.
В 2012 году состоялся четвёртый двухэтапный референдум о статусе Пуэрто-Рико. На первом этапе пуэрториканцы высказались за изменение политического статуса — за что проголосовали 54 % избирателей. 6 ноября 2012 года, на втором этапе референдума, где определялось политическое устройство страны, превращение Пуэрто-Рико в 51-й штат США поддержало 65 % голосовавших, а 31 % проголосовали за придание архипелагу статуса суверенного ассоциированного государства в союзе с США. Только 4 % поддержали полную независимость территории. По другим данным, 61,15 % населения проголосовали за присоединение к США, 33,31 % — за придание архипелагу статуса суверенного ассоциированного государства в союзе с США, и 5,53 % проголосовали за независимость.
В 2017 году состоялся пятый референдум о политическом статусе Пуэрто-Рико. На референдуме предлагалось три варианта: вхождение в состав США на правах штата; свободно ассоциированная территория или неинкорпорированная организованная территория. За вхождение в состав США в качестве 51-го штата высказалось более 97 % пуэрториканцев, 1,5 % — за статус свободно ассоциированного государства и 1,32 % высказались за сохранение действующего статуса неинкорпорированной организованной территории. При этом явка на референдуме была крайне низкая: процент явки составил всего 23 %, в частности его бойкотировала Народно-демократическая партия, выступавшая против присоединения. Губернатор Пуэрто-Рико Рикардо Росельо заявил, что США должны принять во внимание итоги референдума и выполнить волю граждан Пуэрто-Рико, однако представители Республиканской партии США заявили, что не дадут изменить статус Пуэрто-Рико. Кроме того, Министерство юстиции США высказывалось против проведения этого референдума.
3 ноября 2020 года состоялся шестой референдум о политическом статусе Пуэрто-Рико. В бланке для голосования был указан только один вопрос о том, необходимо ли принять Пуэрто-Рико в состав США. Свыше 52 % проголосовавших высказались за вхождение в состав США в качестве 51-го штата. Для окончательного включения Пуэрто-Рико в состав Соединённых Штатов необходимо решение Конгресса США.
В декабре 2022 года на рассмотрение в нижнюю палату Конгресса США был внесен законопроект о статусе Пуэрто-Рико (Puerto Rico Status Act). Законопроект был направлен на урегулирование территориального статуса и отношений Пуэрто-Рико с Соединёнными Штатами посредством проведения референдума, имеющего обязательную силу на федеральном уровне. Законопроект предусматривал выбор одного из трех вариантов статуса Пуэрто-Рико: вхождение в состав США в качестве штата, суверенитет в свободной ассоциации с США или независимость, исключая текущий статус содружества с Соединёнными Штатами (US commonwealth). Согласно законопроекту референдум планировался на 2 ноября 2025 года. Законопроект не получил одобрения в Сенате.
5 ноября 2024 года состоялся седьмой референдум о политическом статусе Пуэрто-Рико. На референдуме участникам предлагалось выбрать один из трех предложенных политических статусов Пуэрто-Рико: вхождение в состав США в качестве штата, суверенитет в свободной ассоциации с США или независимость. Референдум не имеет обязательной силы для Соединенных Штатов. Согласно результатам референдума 56,87 % участников референдума проголосовали за присоединение к США, 30,84 % за независимость и 12,29 % за свободную ассоцииацию с США.

## Население
| Численность населения | Численность населения | Численность населения | Численность населения | Численность населения | Численность населения | Численность населения | Численность населения | Численность населения | Численность населения |
| 1950                  | 1960                  | 1970                  | 1980                  | 1990                  | 2000                  | 2010                  | 2011                  | 2017                  | 2018                  |
| --------------------- | --------------------- | --------------------- | --------------------- | --------------------- | --------------------- | --------------------- | --------------------- | --------------------- | --------------------- |
| 2 210 000             | ↗2 350 000            | ↗2 710 000            | ↗3 200 000            | ↗3 520 000            | ↗3 808 610            | ↘3 726 157            | ↘3 669 195            | ↘3 325 001            | ↘3 195 153            |
| 2020                  |                       |                       |                       |                       |                       |                       |                       |                       |                       |
| ↗3 285 874            |                       |                       |                       |                       |                       |                       |                       |                       |                       |

Иногда говорят, что Пуэрто-Рико имеет европейское (испанское) большинство, почти исчезнувшую популяцию американских индейцев, популяцию смешанных рас, африканцев и маленькое азиатское меньшинство. Генетический анализ показал, что в среднем население Пуэрто-Рико на 61 % состоит из европейской расы, 27 % — африканской и 11 % — индейской. Более поздний анализ митохондриальной ДНК, взятый у 800 человек, обнаружил мтДНК американских индейцев у 61,1 % жителей, мтДНК африканцев у 26,4 % жителей и мтДНК белой расы у 12,5 % жителей Пуэрто-Рико.
В 1800-е годы сотни корсиканцев, французов, ливанцев, китайцев и португальцев, наряду с большим количеством иммигрантов из Испании, Канарских островов и других испанских колоний в Южной Америке переехали в Пуэрто-Рико. После Декрета 1815 года, позволившего иностранцам селиться в Пуэрто-Рико, в страну прибыли тысячи иммигрантов со всей Европы. Массовая иммиграция в XIX веке привела к тому, что население острова увеличилось с 155 000 в 1800 году до почти миллиона в конце века. Перепись населения, проводимая в соответствии с королевским декретом 30 сентября 1858 года, даёт следующую картину населения того времени: белое население — 300 430 человек, свободное цветное население — 341 015, негры— 41 736, не определено — 127 человек. Позднее Пуэрто-Рико стало постоянным домом для более 100 тыс. иммигрантов, приехавших не только из Испании, но также из стран Латинской Америки. В страну въехали выходцы из Аргентины, Кубы, Доминиканской Республики, Колумбии и Венесуэлы. Большое разнообразие фамилий также даёт представление о различном происхождении.
Эмиграция из страны также стала неотъемлемой частью недавней истории Пуэрто-Рико. После окончания Второй мировой войны, вследствие бедности, дешёвых авиабилетов и поддержке правительства острова, волны эмиграции двинулись в США, особенно в Нью-Йорк, Чикаго, Бостон, Орландо, Тампу и Хартфорд. Эмиграция продолжалась даже после того, как экономика улучшилась, а рождаемость упала. Она продолжается и в настоящее время, и в совокупности с падением рождаемости, в ближайшие 20 лет может привести к быстрому старению населения и его уменьшению.
В 2000 году состоялась перепись населения, в которой пуэрториканцев спрашивали, к какой расе они причисляют сами себя. 95,8 % назвали только одну расу: 80,5 % причислили себя к белым, 8 % к чёрным и 0,4 % назвали себя представителями индейской расы.
С 2000 по 2010 год численность населения Пуэрто-Рико впервые за всю историю переписи сократилась с 3 808 610 до 3 725 789 человек.

## Языки
Государственными языками в Пуэрто-Рико являются испанский и английский. Испанский язык является основным в государственных учреждениях, хотя английский язык является обязательным предметом обучения, начиная с начальной школы и заканчивая вторым курсом института. По данным 2006 года, примерно 3 860 120 человек используют испанский в качестве основного языка и 82 000 — английский. Хотя относительно небольшая часть островитян считают английский своим основным языком, большая часть населения в крупных городах говорит на обоих языках или, по крайней мере, понимает английский и использует его в определённых обстоятельствах.
В 1991 году губернатор острова Рафаэль Эрнандес Колон (исп. Rafael Hernández Colón) подписал закон, провозгласивший испанский единственным официальным языком государственных учреждений Пуэрто-Рико. Хотя многие политики поддержали такое решение, сторонники вхождения в США на правах штата увидели в этом угрозу своим устремлениям. Закон также приветствовало население Пуэрто-Рико, что стало результатом получения в 1991 году народом Пуэрто-Рико престижной Премии Принца Астурийского (исп. Premio Principe de Asturias) по литературе, выдаваемой ежегодно за вклад в литературу на испанском языке. В 1993 году новый губернатор Педро Россельо (исп. Pedro Rosselló) подписал другой закон, вернув английскому языку статус государственного. Это рассматривалось многими как шаг к сближению с США.

## Религия
Римско-католическая церковь исторически доминирует среди религиозных общин острова, хотя с переходом под суверенитет США появились последователи различных протестантских общин. Протестантизм подвергался гонениям во времена испанского правления. Например, первая некатолическая англиканская Церковь Св. Троицы в Понсе зазвонила в свои колокола только в 1898 году, с высадкой американских войск на острове. Протестанты представлены пятидесятниками (в том числе движением Ассамблеи Бога), баптистами, методистами, адвентистами и другими. Свидетелей Иеговы — 1,6 % населения на 2011 год (0,7 % — возвещатели).
Также имеется небольшая еврейская община в городе Сан-Хуан и в его окрестностях, представляющая все ветви иудаизма. В 2007 году было около 1462 мусульман на Пуэрто-Рико, что составляет около 0,2 % населения острова. Всего же имеется восемь мечетей, которые расположены по всему острову, большинство мусульман проживают в Рио-Пьедрас.
Благодаря нескольким сторонникам были вновь открыты религиозные обряды таино.

## Административное деление
Пуэрто-Рико разделён на 78 муниципалитетов, которые, в свою очередь, делятся на районы, а те на сектора (остров Мона входит в состав муниципалитета Маягуэс (исп. Mayagüez)) Каждый муниципалитет имеет своего мэра, избираемого на 4-летний период. Первый муниципалитет (прежде известный как «город»), Сан-Хуан, был образован в 1521 году. В XVI веке были образованы ещё два муниципалитета, Коамо (Coamo) и Сан-Херман (San Germán), оба в 1570 году. В XVII веке появились ещё три муниципалитета — Аресибо (Arecibo), 1614; Агуада (Aguada), 1692 и Понсе (Ponce). В XVIII—XIX веках население острова быстро увеличивалось, что привело к созданию 30 муниципалитетов в XVIII и ещё 34 в XIX веке. В XX веке было основано только 6 муниципалитетов, последним из которых стал Флорида (Florida), образованный в 1971 году.

## Экономика
В начале 1900-х годов экономика Пуэрто-Рико была преимущественно аграрной, и её основным товаром являлся сахар. Важной отраслью сельского хозяйства также был кофе, однако если к концу XIX века Пуэрто-Рико был седьмым в мире по величине производителем кофе, то затем акцент был сделан в большей степени на выращивании сахарного тростника. В конце 1940-х годов было запущено несколько проектов под названием «Operation Bootstrap», суть которых заключалась в освобождении от налогов и строительстве фабрик. В результате промышленное производство стало основной отраслью острова.
Во времена Великой депрессии экономические условия в Пуэрто-Рико заметно улучшились из-за внешних инвестиций в капиталоёмкие отрасли промышленности, такие как нефтехимия и фармацевтика.
Благодаря американским налоговым послаблениям местные отрасли промышленности сегодня могут конкурировать со странами, где зарплата гораздо ниже американских стандартов. В последние годы многие американские и зарубежные производители перебрались в страны Латинской Америки и Азии, где стоимость рабочей силы намного ниже. Пуэрто-Рико следует трудовому законодательству США и его ограничениям.
Туризм является важным компонентом пуэрто-риканской экономики и приносит примерно $1,8 млрд в год. В 1999 году остров посетило около 5 млн туристов, большей частью из США. Приблизительно треть из них составляют пассажиры круизных лайнеров. Постоянно увеличивается количество регистраций в отелях (статистика с 1998 года), строятся новые гостиницы и другие центры туризма, что говорит о хорошем состоянии индустрии туризма.
Валовой внутренний продукт (ВВП) острова в 2004 году составил $17 700 в год на душу населения, что демонстрирует значительный прирост по сравнению с 2002 годом ($14 412) Однако если сравнивать это значение с основной территорией США, то согласно американской статистике самый бедный штат США Миссисипи в 2002—04 годах имел доход $21 587 в год на душу населения, что гораздо выше пуэрто-риканских показателей. Начиная с 1952 года разница в ВВП на душу населения между Пуэрто-Рико и основной территорией США оставалась неизменной — остров имеет примерно треть от среднего значения по США.
1 мая 2006 года бюджет Пуэрто-Рико столкнулся с резкой нехваткой денежной наличности, что привело к закрытию местного министерства образования и 42-х других правительственных учреждений. Все 1536 гос. школ были закрыты, и 95 762 человек впервые в истории острова столкнулись с частичной остановкой государственного управления;
10 мая 2006 года бюджетный кризис был разрешён с заключением нового налогового соглашения, так что все госслужащие смогли вернуться на работу.
3 августа 2015, страна должна была выплатить кредиторам $58 млн, однако перечислила им лишь $628 000; таким образом страна допустила технический дефолт.
По состоянию на август 2015 года задолженность Пуэрто-Рико перед кредиторами превышала $72 млрд. «Будущее долга вызывает опасения финансовых аналитиков и экспертов», пишет газета Ведомости со ссылкой на New York Times. Губернатор островного государства Алехандро Гарсия Падилья заявил, что страна не сможет расплатиться по всем своим долгам.
6 апреля 2016 года губернатор Пуэрто-Рико подписал закон, по которому он может остановить выплаты по долгам. 1 июля правительство Пуэрто Рико, несмотря на пакет спасения, не смогло расплатиться по обязательствам на 779 миллионов долларов; тем самым государство допустило дефолт.

## Общественное здоровье и безопасность
По состоянию на 2015 год медицинское обслуживание в Пуэрто-Рико сильно пострадало от эмиграции врачей на материк и недостаточного финансирования программ Medicare и Medicaid, которые обслуживают 60 % населения острова. Поскольку пуэрториканцы не платят подоходный налог, они не имеют права на субсидии медицинского страхования в соответствии с Законом о доступном медицинском обслуживании.
В городе Сан-Хуан действует система сортировки стационарного и профилактического медицинского обслуживания. Муниципальное правительство спонсирует регулярные ярмарки здоровья в различных районах города с акцентом на здравоохранение для пожилых людей и инвалидов.
В 2017 году насчитывалось 69 больниц в Пуэрто-Рико. В Сан-Хуане двадцать больниц, половина из которых находится в ведении правительства. Самая большая больница — Centro Médico de Río Piedras (Медицинский центр Рио Пьедрас). Основанная в 1956 году, она управляется Управлением медицинского обслуживания Министерства здравоохранения Пуэрто-Рико и представляет собой сеть из восьми больниц.

## Транспорт
На острове хорошо развита сеть дорог, включая и скоростные магистрали, которые находятся под контролем местного Управления дорог и транспорта (англ. Roads and Transportation Authority). В столичной агломерации имеется автобусное сообщение, а также метрополитен Сан-Хуана, называемый здесь «Tren Urbano». С 1880 по 1946 год в Сан-Хосе эксплуатировались и трамваи.
Основной аэропорт острова — Международный аэропорт Луис Муньос Марин (исп. Aeropuerto Internacional Luis Muñoz Marín). Он расположен в муниципалитете Каролина (Carolina).
Главный морской порт Пуэрто-Рико — Порт Сан-Хуан (англ. San Juan Port).
Железнодорожный транспорт на острове отсутствует, за исключением введённой в 2004 году линии метро в центре столицы.
Междугородное автобусное сообщение развито очень слабо. Единственное сообщение между столицей и западным побережьем обеспечивается небольшой автобусной компанией «Linea Sultana». Местные жители предпочитают передвигаться по острову исключительно на собственном транспорте.

## Культура
Национальными символами Пуэрто-Рико считаются небольшая птичка семейства танагровых Spindalis portoricensis, цветок Теспезия крупнолистная (Thespesia grandiflora) и Хлопковое дерево (Ceiba pentandra). Неофициальным национальным животным является Крошечная лягушка (Eleutherdactylus coqui).
Пуэрто-Рико имеет довольно богатые, для маленького островного государства, культурные традиции, включающие в себя такие проявления, как фольклор (танцы, музыка, песни, красочные религиозные шествия и представления), живопись, литература, театр, любительское кино и т. д.
Первое письменное упоминание театрального представления на острове относится к 1644 году, когда назначенный Ватиканом епископ Дамиан де Аро упомянул в своём письме, что по прибытии из Испании был встречен местными жителями, которые подготовили для него танцы, бой быков и театральную комедию.
Первый печатный станок был завезён на остров в 1806 году, что дало мощный толчок местному книгопечатанию и литературе.
С острова происходят такие звёзды, как Рики Мартин, Дженнифер Лопес, Эктор (Гектор) Лаво, Daddy Yankee, Don Omar, Angel y Khriz, Wisin y Yandel, Розалин Санчес, Марк Энтони, Луис Фонси, Хосе Фелисиано. Принято считать, что именно в Пуэрто-Рико зародился музыкальный стиль реггетон.

## Образование
Образование в Пуэрто-Рико четырёхуровневое и включает в себя начальную, среднюю, старшую школы и высшее образование. Школа может быть как государственной, так и частной. Согласно опросу 2000 года, 60 % населения имеют аттестат об окончании старшей школы (аналог полного среднего образования в СНГ), а 18,3 % имеют как минимум степень бакалавра. Эти показатели стоя́т на шестом месте с конца по сравнению с основной территорией США, где средний национальный уровень составляет 80,4 % и 24,4 % соответственно. По состоянию на 2002 год, уровень грамотности населения на острове составляет 94,1 %, причём уровень грамотности женской части населения несколько выше такового у мужчин.
Частные школы управляются различными негосударственными организациями, большей частью Римско-католической церковью. Двумя крупными государственными высшими образовательными учреждениями являются Университет Пуэрто-Рико (исп. Universidad de Puerto Rico) и Университет Сан-Хуан (исп. Colegio Universitario de San Juan). Крупными частными университетами на острове являются Университет Ана Г. Мендес (исп. Sistema Universitario Ana G. Méndez), Межамериканский университет (исп. Universidad Interamericana de Puerto Rico), Католический Университет (исп. Pontificia Universidad Católica de Puerto Rico) и Университет Святого Сердца (исп. Universidad del Sagrado Corazón).
Ежегодно примерно 100 000 учащихся посещают 1500 школ. Министерство образования, имеющее в штате 45 тысяч учителей, является самым крупным работодателем на острове. Федерация учителей Пуэрто-Рико (исп. Federación de Maestros de Puerto Rico) является самым большим профсоюзом, объединяющим всех постоянно работающих учителей в государственном секторе.

## Спорт
Пуэрто-Рико имеет свою олимпийскую команду на летних и зимних Олимпийских играх, а также участвует в других крупных международных соревнованиях, таких как Панамериканские игры, Центрально-Американские и Карибские игры, и Карибский кубок по бейсболу (англ. Caribbean World Series). На Олимпийских играх пуэрто-риканские спортсмены по состоянию на начало 2024 года выиграли 10 медалей (2 золотые, 2 серебряные и 6 бронзовых), начиная с 1948 года, когда Хуан Венегас выиграл бронзовую медаль в боксе.
Хотя на острове известны бокс, баскетбол, волейбол и бейсбол, последний традиционно считался наиболее популярным видом спорта на острове, пока в последние годы не возросло количество играющих в баскетбол. Остров имеет собственную профессиональную бейсбольную лигу. Пуэрто-Рико участвует в чемпионате мира по бейсболу и имеет в своей копилке 1 золотую (1951), 4 серебряные и 4 бронзовые награды.
8 августа 2004 года стало знаменательной вехой в пуэрто-риканской олимпийской команде, когда на Олимпиаде в Афинах национальная сборная по баскетболу обыграла команду США.

## Министерства
- Министерство сельского хозяйства
- Министерство полиции
- Министерство здравоохранения
- Министерство экономического развития и торговли
- Министерство образования
- Министерство труда и людских ресурсов
- Министерство природных природоохранных ресурсов
- Министерство исполнения наказаний и реабилитации